# Hikawera Elliot
Pour les articles homonymes, voir Elliott.
Pas d'image ? Cliquez ici

a Compétitions nationales et continentales officielles uniquement.

b Matchs officiels uniquement.
Dernière mise à jour le 26 octobre 2024.
Hikawera Elliot, né le 22 janvier 1986 à Hastings (Nouvelle-Zélande), est un joueur de rugby à XV international néo-zélandais, évoluant au poste de talonneur.

## Carrière en rugby à XV

### En club
Hikawera Elliot commence le rugby avec le club amateur de Havelock North dans le championnat de la région de Hawke's Bay.
Il commence sa carrière professionnelle en 2005 avec la province de Hawke's Bay en NPC. Il dispute huit saisons avec cette équipe, disputant un total de quatre-vingt-trois rencontres.
En 2008, il est recruté par la franchise des Hurricanes pour disputer le Super Rugby. Il fait ses débuts le 16 février 2008 contre les Waratahs. Il joue douze match lors de cette première saison en Super Rugby, tous comme remplaçant en raison de la présence de l'expérimenté All Black Andrew Hore.
Afin d'obtenir plus de temps de jeu, il rejoint la saison suivante les Chiefs, avec il évolue pendant huit saisons. Avec cette équipe, il remporte le championnat en 2012 et 2013.
En 2013, il décide de changer de province et rejoint les Counties Manukau. En décembre de cette année, il subit une grave blessure aux cervicales, mettant en danger sa carrière. cette blessure lui fait manquer l'intégralité de la saison 2014 de Super Rugby. Il fait finalement son retour à la compétition en septembre 2014, avec la province de Poverty Bay en Heartland Championship. Il rejoue également avec les Chiefs lors de la saison 2015 de Super Rugby.
En NPC, il joue une saison avec Taranaki en 2015, avant de retourner jouer avec les Counties Manukau lors de la saison 2016,.
En 2017, il quitte la Nouvelle-Zélande pour rejoindre Oyonnax rugby qui vient de faire son retour en Top 14. Lors de la saison, il est amené à dépanner au poste de troisième ligne aile, où il réalise de bonnes performances. Il ne peut cependant pas éviter la relégation du club, après avoir perdu le match de barrage pour le maintien, et quitte le club dans la foulée.
Il rejoint la saison suivante l'USO Nevers en Pro D2 pour un contrat de deux saisons. En juin 2020, il n'est conservé au terme de son contrat, après avoir disputé trente-et-une rencontres avec le club nivernais,.
En août 2020, il est recruté par le Colomiers rugby en tant que joker médical de Ronan Chambord. Il marque le premier triplé de sa carrière en  octobre 2020, en l'espace de 10 minutes, contre Soyaux Angoulême. Régulièrement utilisé par le club columérin, il prolonge son contrat en janvier 2021 jusqu'à la fin de la saison,. En mai 2021, il prolonge à nouveau son contrat, cette fois pour deux saisons supplémentaires, soit jusqu'en 2023. Non-conservé au terme de ce contrat, et alors qu'il est âge de 37 ans, il quitte le club en juin 2023, après quarante-neuf matchs joués avec le club columérin.
Peu après son départ de Colomiers, il est annoncé qu'il doit rejoindre l'USA Perpignan en Top 14, en tant que joker Coupe du monde de Seilala Lam. Toutefois, il est finalement recalé à la visite médicale, et se voit déclaré inapte à la pratique du rugby en France.

### En équipe nationale
Hikawera Elliot joue avec l'équipe de Nouvelle-Zélande des moins de 19 ans (en), avec qui il remporte le championnat du monde junior 2004 en Afrique du Sud. La même année, il joue également avec la sélection scolaire néo-zélandaise (en), dont il est le capitaine. En 2006, il joue avec les moins de 21 ans (en) en 2006.
En novembre 2008, il est sélectionné pour la première fois avec les All Blacks par Graham Henry pour participer à la tournée en Europe. Il remplace alors son coéquipier aux Hurricanes Andrew Hore blessé à la cheville. Il ne joue aucun test-match, mais joue la rencontre contre la province irlandaise du Munster, non considérée comme une sélection officielle.
Toujours 2008, il est sélectionné avec les Māori de Nouvelle-Zélande pour disputer la Pacific Nations Cup 2008. Il dispute ensuite cette même compétition l'année suivante avec les Junior All Blacks (sélection espoir de Nouvelle-Zélande),. Il remporte à chaque fois la compétition.
En 2010, il est rappelé en sélection nationale pour la tournée d'automne en Europe. Il connait sa première sélection officielle le 13 novembre 2010 à l’occasion d’un match contre l'équipe d'Écosse à Édimbourg. Il enchaîne ensuite la semaine suivante contre l'équipe d'Irlande à Dublin.
Deux ans après ses deux premières capes, il affronte à nouveau l'Irlande en juin 2012, cette fois à Auckland.
En juin 2015, il connait sa quatrième et dernière sélection contre les Samoa à Apia.
En 2017, il affronte les Lions britanniques avec les Māori All Blacks lors de leur tournée en Nouvelle-Zélande,.

## Autres sports
Hikawera Elliot pratique dans sa jeunesse divers arts martiaux, comme le kung-fu, le muay-thaï et la karaté. Dans ce dernier sport, il se qualifie pour les championnats du monde 2008 au Japon, mais ne participe finalement pas à la compétition sur ordre de la fédération néo-zélandaise de rugby, afin d'éviter une blessure,.
En 2012, il participe à un match de boxe caritatif pour l'association Fight for Life, où il affronte le treiziste Paul Gallen,.

## Palmarès

### En franchise et province
- Vainqueur du Super Rugby en 2012 et 2013 avec les Chiefs.
- Vainqueur du National Provincial Championship en 2024 avec Wellington.

### En équipe nationale
- Vainqueur du championnat du monde des moins de 19 ans en 2004.
- Vainqueur de la Pacific Nations Cup en 2008 et 2009.

## Statistiques
Au 14 novembre 2020, Hikawera Elliot compte 4 capes en équipe de Nouvelle-Zélande, dont deux en tant que titulaire, depuis le 14 novembre 2009 contre l'équipe d'Écosse à Édimbourg.